# Fusil Schmidt-Rubin
Los Schmidt-Rubin fueron una serie de fusiles de cerrojo empleados por el Ejército Suizo entre 1889 y 1953. Se caracterizaban por su cerrojo lineal inventado por Rudolf Schmidt y empleaban el cartucho 7,5 x 55 Suizo, inventado por Eduard Rubin.

## Historia
En 1888, se nombró una comisión para evaluar y dotar al Ejército suizo de un fusil acorde con aquellos tiempos. Hasta entonces había sido el fusil Vetterli el que había armado a sus tropas. En 1896 se decidió dotar a las tropas de artillería y otras unidades de retaguardia con fusiles. La Carabina Modelo 1893 había sido infructuosa, por lo que se optó por un nuevo diseño. Los diseñadores de esta arma fueron los coroneles Rudolf Schmidt, director del Arsenal de Berna de quien es en realidad el diseño del arma, y Eduard Rubin, director del Laboratorio Militar de Thun que diseñó la munición. El 27 de febrero de 1900, comenzó el suministro del Modelo 1889/1900 a las tropas de fortificación, artillería, unidades ciclistas, compañías de globos y de comunicación. Se estima un total 18.750 fusiles Modelo 1889/1900 desde 1901 hasta 1911.

## Diseño
El modelo 1889 empleaba un mecanismo de cerrojo lineal. El cerrojo consistía en un cilindro largo sobre cuya mitad inferior había una funda con dos tetones de acerrojado. La manija del cerrojo era paralela a ella y tenía su propio alojamiento. El cajón de mecanismos era inusualmente largo. El extremo posterior consistía en un cilindro completo en cuyo interior había dos entalles para los tetones de acerrojado. Un tirón recto de la manija lo llevaba hacia atrás, y su tetón de desacerrojado recorría una ranura de la vaina de acerrojado, que se curvaba de modo tal que la presión del tetón hacía que este rotara y liberara los tetones de acerrojado. El movimiento hacia adelante de la manija invertía el proceso y amartillaba el percutor, equipado con una agarradera tipo anillo, lo que permitía amartillarlo sin abrir el cerrojo. El cargador contenía 12 cartuchos distribuidos en dos hileras de 6 cartuchos cada una.
El ánima de su cañón tiene 3 estrías dextrógiras.

## Modelos

### Schmidt-Rubin 1889

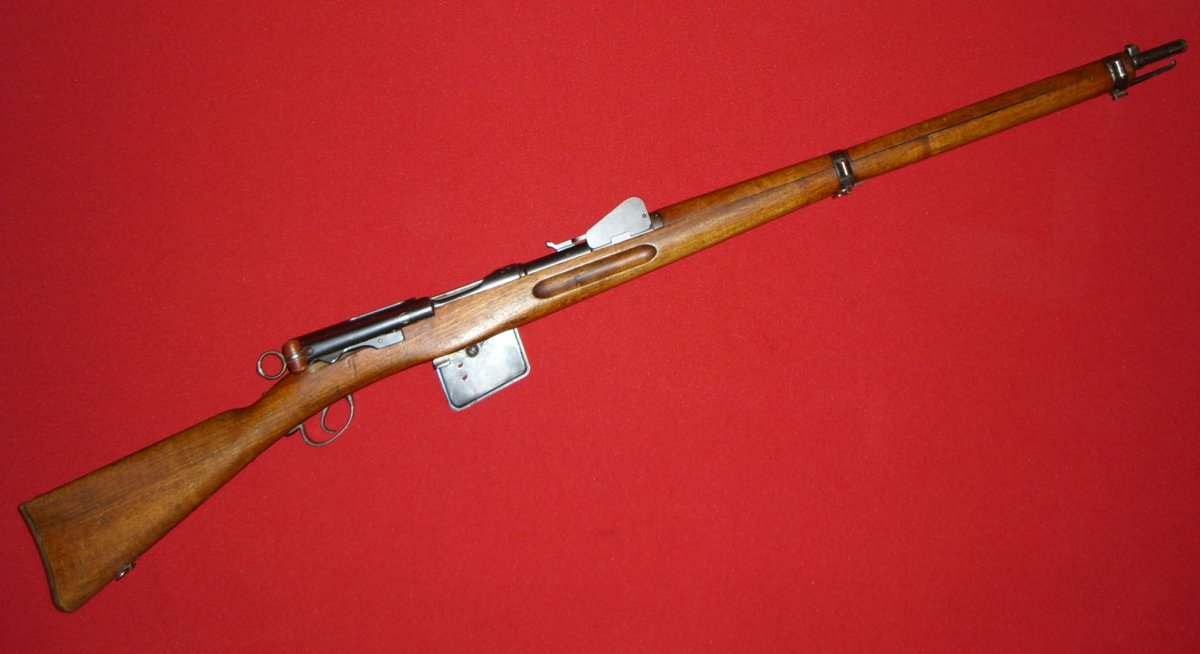
Schmidt-Rubin Modelo 1889 calibrado para el cartucho GP90 7,5 x 55 Suizo.

El Modelo 1889 fue el primero de la serie de fusiles Schmidt-Rubin que el ejército suizo utilizó desde 1889 hasta 1953. El nombre del fusil viene del diseñador de su cerrojo, el coronel Rudolf Schmidt, y del de su cartucho, el coronel Eduard Rubin. La producción del fusil comenzó en 1891; el Schmidt-Rubin fue el primer fusil militar de cerrojo rectilíneo adoptado por país alguno. El cerrojo rectilíneo permite al tirador tirar directamente hacia atrás su manija para abrirlo y expulsar el casquillo disparado en un solo movimiento, empujándola hacia adelante para insertar un nuevo cartucho, armar el percutor y cerrar el cerrojo. Al contrario de un fusil de cerrojo tradicional, donde el tirador debe levantar la manija del cerrojo para desacerrojarlo antes de tirar hacia atrás. El fusil es casi del mismo tamaño que un mosquete y tiene un cañón flotante, un cargador extraíble de 12 balas y un guardamanos que se extiende casi hasta la punta del cañón. El Schmidt-Rubin Modelo 1889 era un arma avanzada para su época.
El Schmidt-Rubin Modelo 1889 fue uno de los primeros fusiles en emplear cartuchos con balas encamisadas en cobre como munición estándar. El cartucho GP90 7,5 x 55 Suizo diseñado por el coronel Rubin en 1882 era revolucionario debido a que la mayoría de las balas empleadas por los ejércitos europeos de la época, excepto la bala encamisada de 8 mm del Lebel Modelo 1886, tenían un calibre de 11,43 mm al contrario de los 7,5 mm de la bala del Schmidt-Rubin. Extrañamente, la bala estaba enrollada en un trozo de papel, como los tacos de tela que se le ponían a las balas de los mosquetes. Se suponía que el rollo de papel ayudaría a lubricar la bala. En 1923, mucho tiempo después de cesar la producción del Modelo 1889, el cartucho GP90/23 fue producido sin el rollo de papel. Este fusil fue reemplazado por varios sucesores, entre los cuales figuran el Modelo 1896, Modelo 96/11, Modelo 1911, la Carabina Modelo 1911 y la famosa carabina K31.

### Schmidt-Rubin Modelo 1896
El Schmidt-Rubin Modelo 1896 fue el reemplazo del Modelo 1889. 
- Longitud del cañón – 779,78 mm (30,7 pulgadas): con estriado concéntrico de 3 estrías dextrógiras
- Longitud – 1300,48 mm (51,2 pulgadas)
- Peso – 4,49 kg (9,92 libras), descargado
- Sistema de disparo – Cerrojo lineal Schmidt-Rubin
- Munición – 7,5 x 55 Suizo (GP90, GP 90/03 y GP90/23)
- Calibre - 7,5 mm
- Cargador – extraíble recto, de 12 cartuchos
- Mecanismos de puntería – Alza de cuadrante graduada hasta 2.000 m
- Cantidad producida : 137.050
- Bayoneta: Modelo 1889, Modelo 1899, Modelo 1889/92 y Modelo 1906

Incluso antes de que el Modelo 1889 entrase en servicio, la Comisión Técnica de Fusiles suiza tenía reservas sobre la resistencia de su cerrojo. En 1888 solicitó al coronel Schmidt que rediseñe el cerrojo del Modelo 1889, moviendo los tetones de acerrojado a la parte delantera de la funda del cerrojo. Sin embargo Schmidt, entonces director del Departamento de Fabricación de Armamento, rechazó la propuesta afirmando que tal cambio "no era factible".
Al entrar en servicio el Modelo 1889, los temores de la Comisión Técnica se volvieron realidad y en 1892 era evidente que los tetones de acerrojado posteriores del Modelo 1889 eran problemáticos. El 3 de noviembre de 1892 se le asignó al Coronel Vogelsang la tarea de diseñar tres fusiles con cerrojos mejorados; al poco tiempo, se solicitaron 50 fusiles adicionales.
Los cambios hechos por Vogelsang (con ayuda de su colaborador Rebholz) eran sencillos. Se movió los tetones de acerrojado de la parte posterior de la funda del cerrojo al frente de esta. Sin embargo, estos cambios precisaron el rediseño del cerrojo (inclusive su funda, percutor y muelle del percutor), el cajón de mecanismos y la culata.
Debido al reemplazo de los oficiales del Departamento de Fabricación de Armamento, las pruebas del nuevo cerrojo fueron retrasadas hasta 1895.
El 1 de enero de 1895, los fusiles de prueba fueron enviados a la escuela de tiro de Walenstadt. Las pruebas del nuevo diseño revelaron numerosas mejoras en su desempeño.
Las pruebas determinaron que - 
- El cerrojo había sido reforzado,
- Se redujo la rotura de los tetones de acerrojado,
- Podía soportar el empleo de cartuchos con alta presión,
- Había menos probabilidades de que el cerrojo se trabase,
- El cerrojo se encajaba con mayor firmeza, mejorando la precisión,
- Su recorrido aumentó en 2 cm, permitiendo una mejor posición de disparo,
- Y su peso se redujo en unos 100 g,

Se determinó que no sería práctico intentar modificar los fusiles Modelo 1889 para emplear el nuevo cerrojo, por lo que se solicitó un nuevo modelo. Así que el 31 de julio de 1896 se aprobó la entrada en servicio del nuevo fusil, denominado Modelo 1889/96.
Se le hicieron varias modificaciones menores al diseño durante la vida útil del fusil. Incluso antes de que el fusil entrase en producción se rediseñaron la abrazadera del cañón y el muelle del percutor, ensanchando ligeramente la parte posterior del cajón de mecanismos. Al poco tiempo, el diámetro del percutor fue ensanchado de 3,5 mm a 4 mm.
Casi todos los fusiles Modelo 1889/96 fueron convertidos en Modelo 1896/11 en la década de 1910. De los 137.000 Modelo 1889/96 producidos, solamente 1.280 mantuvieron su configuración original. El Modelo 1896 fue finalmente reemplazado por el Modelo 1911 y la carabina K31.

### Fusil de cadete Modelo 1897
- Longitud del cañón – 591,82 mm (23,3 pulgadas): con estriado concéntrico de 3 estrías dextrógiras
- Longitud – 1105 mm (43,5 pulgadas)
- Peso – 3,52 kg (7,78 libras), descargado
- Sistema de disparo – Cerrojo lineal Schmidt-Rubin
- Munición – 7,5 x 55 Suizo para cadete  (GP90, GP 90/03 y GP90/23; véase el texto)
- Calibre - 7,5 mm
- Cargador – Monotiro
- Mecanismos de puntería – Alza de cuadrante graduada hasta 400 m en su lado derecho y hasta 1200 m en su lado izquierdo.
- Cantidad producida: 7987
- Bayoneta: Modelo 1889/92

Para 1893 había pocos fusiles de cadete Vetterli Modelo 1870 disponibles. Por lo que se decidió construir un nuevo fusil de cadete basado en el diseño del fusil Modelo 1889.
Adoptado en 1898, el fusil monotiro de cadete Modelo 1897 disparaba un cartucho con una carga propulsora reducida en aproximadamente 10% para los cadetes de menor estatura. La carga propulsora reducida producía una velocidad de boca de aproximadamente 509 m/s (1670 pies/segundo), en comparación al cartucho estándar que producía una velocidad de boca de aproximadamente 579,12 m/s (1900 pies/segundo). Para poder emplear tanto el cartucho estándar GP90 como el cartucho de cadete, su alza tenía dos series de graduaciones. La del lado izquierdo era para el cartucho GP90, mientas que la del lado derecho era para el cartucho de cadete.

### Fusil corto Modelo 1899/1900

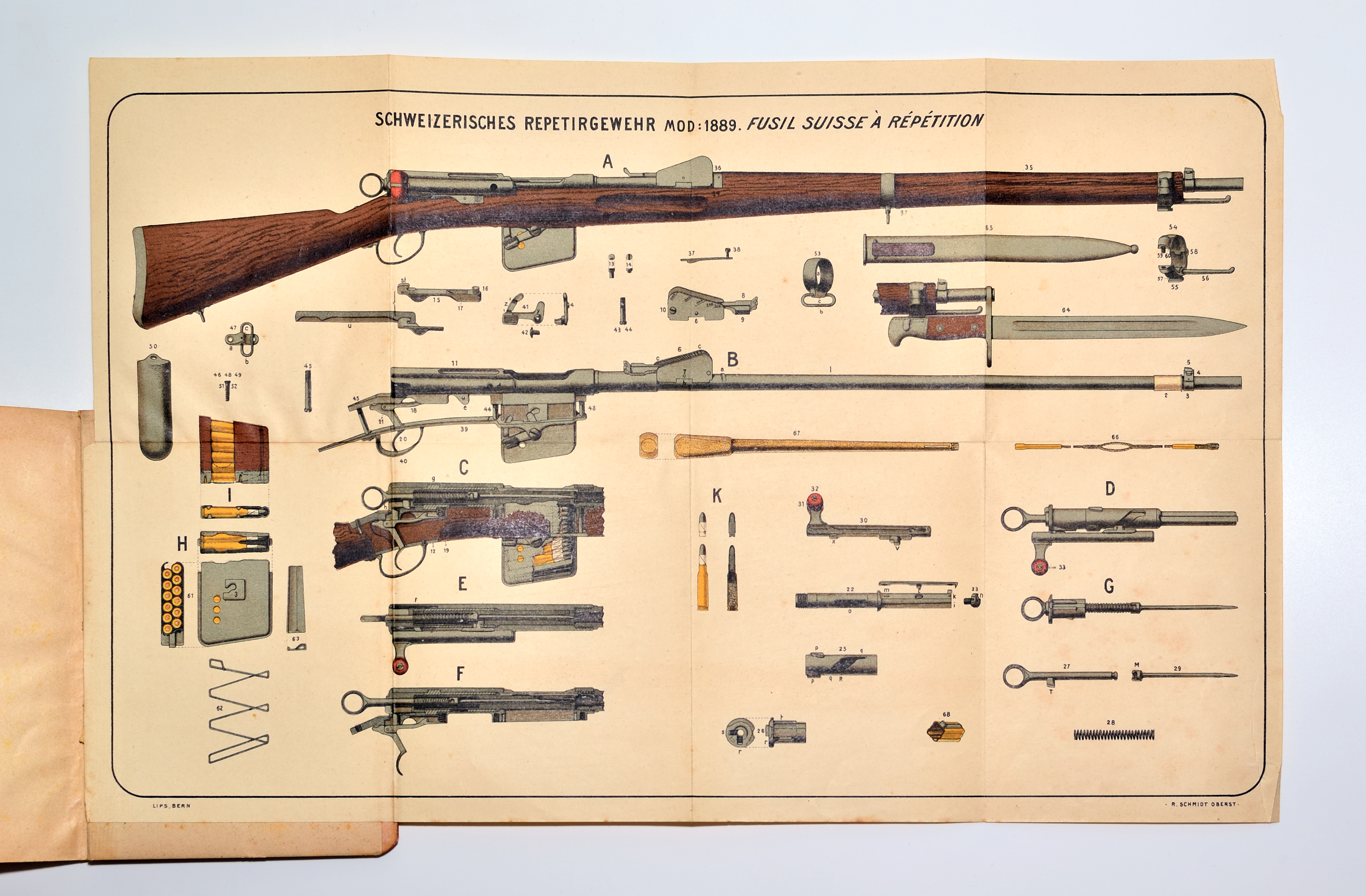
Plancha de instrucciones del Modelo 1889.

- Longitud del cañón – 591,82 mm (23,3 pulgadas): con estriado concéntrico de 3 estrías dextrógiras
- Longitud – 1105 mm (43,5 pulgadas)
- Peso – 3,79 kg (8,36 libras), descargado
- Sistema de disparo – Cerrojo lineal Schmidt-Rubin
- Munición – 7,5 x 55 Suizo (GP90, GP90/03 y GP90/23)
- Calibre - 7,5 mm
- Cargador – extraíble recto, de 6 cartuchos
- Mecanismos de puntería – Alza de cuadrante graduada hasta 1200 m .
- Cantidad producida: 18.750
- Bayoneta: Modelo 1889/92 y Modelo 1906

En 1896 se decidió equipar a la artillería y otras tropas de retaguardia con fusiles. La carabina Modelo 1893 (un diseño de la Steyr-Mannlicher similar al Mannlicher M1895 austrohúngaro) demostró tener poco éxito, por lo que se inició el desarrollo de un nuevo diseño. A partir del 27 de febrero de 1900, el Modelo 1899/1900 fue suministrado a las tropas de fortificaciones, artilleros, tropas ciclistas, compañías de globos y de comunicaciones. Se produjeron 18.750 fusiles cortos Modelo 1899/1900 desde 1901 hasta 1911.

### Carabina Modelo 1905
- Longitud del cañón – 549,91 mm (21,65 pulgadas): con estriado concéntrico de 3 estrías dextrógiras
- Longitud – 1070,61 mm (42,15 pulgadas)
- Peso – 3,60 kg (7,94 libras), descargada
- Sistema de disparo – Cerrojo lineal Schmidt-Rubin
- Munición – 7,5 x 55 Suizo (GP90, GP 90/03 y GP90/23)
- Calibre - 7,5 mm
- Cargador – extraíble recto, de 6 cartuchos
- Mecanismos de puntería – Alza de cuadrante graduada hasta 1500 m, más un alza fija en 200 m.
- Cantidad producida: 7900
- Bayoneta: no tiene

En 1905 se introdujo la carabina de Caballería Modelo 1905 para reemplazar a las antiguas e impopulares carabinas Modelo 1893. La Modelo 1905 tenía una cubierta protectora que iba hasta la boca del cañón, además de no tener riel para montar una bayoneta. Conservó el alza característica del Modelo 1893, que tenía dos partes. Un alza fijada en 200 m y un alza de cuadrante plegable que estaba graduada hasta 1.500 m. También imitaba el sistema de enganche de la correa portafusil de la Modelo 1893, al tener una ranura en la culata para acoplar la correa portafusil. Se produjeron 7.900 carabinas Modelo 1905 entre 1905 y 1911.

### Fusil Schmidt-Rubin 1896/11
El Schmidt-Rubin 1896/11, o Modelo 1896/11, fue el intento de Suiza por actualizar sus fusiles Modelo 1896 para emplear el cartucho más potente del Modelo 1911.
- Longitud del cañón – 780 mm (30,7 pulgadas): con estriado concéntrico de 4 estrías dextrógiras
- Longitud – 1300 mm (51,2 pulgadas)
- Peso – 4,51 kg (9,94 libras), descargado
- Sistema de disparo – Cerrojo lineal Schmidt-Rubin
- Munición – 7,5 x 55 Suizo (GP11)
- Calibre - 7,5 mm
- Cargador – extraíble recto, de 6 cartuchos
- Mecanismos de puntería – Alza tangencial graduada hasta 2000 m.
- Cantidad producida: 135.770
- Bayoneta: Modelo 1889, Modelo 1899 y Modelo 1906

Ya desde 1903 se discutía sobre la adopción de un fusil más ligero y sencillo de manipular, con cartuchos de mayor velocidad. Se determinó que habían severas desventajas balísticas al combinar el cartucho GP90 con el cerrojo del Modelo 1889/96. A fines de 1907, la Comisión Suiza de Fusiles le otrorgó a la Waffenfabrik Bern el permiso de fabricar 200 fusiles para pruebas. Los fusiles fueron construidos con las siguientes configuraciones:
- 50 fusiles con cañones del Modelo 1889/96 que disparaban el cartucho GP90.
- 50 fusiles con cañones del Modelo 1889/96 que disparaban el cartucho GP90 y con la recámara modificada.
- 50 fusiles con cañones del Modelo 1889/96 que disparaban el cartucho GP11 y con la recámara modificada.
- 50 fusiles con cañones nuevos que disparaban el cartucho GP11.

Otras modificaciones incluyeron la retirada del bloqueador del cargador, mecanismos de puntería mejorados y un soporte integrado. Mientras que el soporte fue descartado como superfluo, en las pruebas demostró ser exitoso. Esto llevó a autorizar la creación de 900 fusiles y 100 carabinas para la prueba del nuevo cartucho GP08 (más tarde redenominado GP11). Los fusiles y carabinas Modelo 1908 fueron equipadas con el cargador de 6 cartuchos del Modelo 1899/1900 y con mecanismo de puntería mejorados. El Modelo 1908 tenía varias características novedosas, que no se encuentran en otros fusiles Schmidt-Rubin. La funda del tetón de acerrojado del cerrojo del Modelo 1908 tiene tres agujeros circulares, probablemente para aligerarla. Además, los entalles en la parte superior del cajón de mecanismos del Modelo 1908 son de diferente longitud, el más largo situado a la lo largo del centro del cajón de mecanismos y el más corto al lado. En todos los demás fusiles Schmidt-Rubin, los entalles son de igual longitud y ambos están a la misma distancia del centro del cajón de mecanismos.
Hacia 1907, el Ejército suizo sabía que el viejo cartucho GP90 era inferior a los que adoptaban sus vecinos. Por lo que empezaron a probar un nuevo cartucho. La serie de fusiles Modelo 1908 fue construida para este propósito. El Modelo 1908 tenía varias características novedosas, como tres agujeros en el cerrojo. Las pruebas demostraron que el cartucho VGP08 lograba resultados mucho mejores que el GP90. Por lo tanto, el cartucho VGP08 fue adoptado como GP11.
Se determinó que el fusil Modelo 1889/96 podía ser fácilmente modificado (aunque los fusiles Modelo 1889 no) para utilizar el nuevo cartucho con solo cambiarle el cañón. Los modelos 1889/96 fueron convertidos al Modelo 1896/11 al reemplazar o modificar las siguientes piezas:
- Se les montó un nuevo cañón.
- Este ya tenía nuevos mecanismos de puntería (alza y punto de mira).
- Se añadió un pistolete a la culata del fusil.
- Los nuevos fusiles fueron equipados con cargadores de 6 cartuchos, similares al cargador del Modelo 1889/1900 pero sin el lomo de refuerzo, con un retén que mantenía el cerrojo abierto tras disparar el último cartucho.
- Se les montó un nuevo guardamonte para poder usar el nuevo cargador.

Sin embargo, tomó varios años el transformar a todos los fusiles Modelo 1889/96 al Modelo 1896/11 y la producción del fusil Modelo 1911 continuó hasta 1918. Antes que dejar grandes cantidades de soldados desarmados mientras sus fusiles eran modificados, se les suministró fusiles Modelo 1889 (a los soldados equipados con fusiles cortos Modelo 1889/00 y carabinas Modelo 1905 se les suministró carabinas Modelo 1893).
Los soldados suizos son generalmente clasificados en dos categorías: élite y reserva. Los de élite son menores de 30 años, mientras que los de reserva son mayores de 30 años. Cualquier soldado que pasaba a ser reserva, estando equipado con un fusil Modelo 1889/96 durante el periodo de cambio, se le suministró un Modelo 1889 para que lo emplee durante su tiempo de servicio restante. A los nuevos reclutas se les suministró fusiles Modelo 1889, que más tarde se reemplazaron por fusiles Modelo 1896/11 o Modelo 1911.
La prioridad de reequipamiento era dictaminada por los diversos Arsenales Cantonales.

### Fusil Modelo 1911

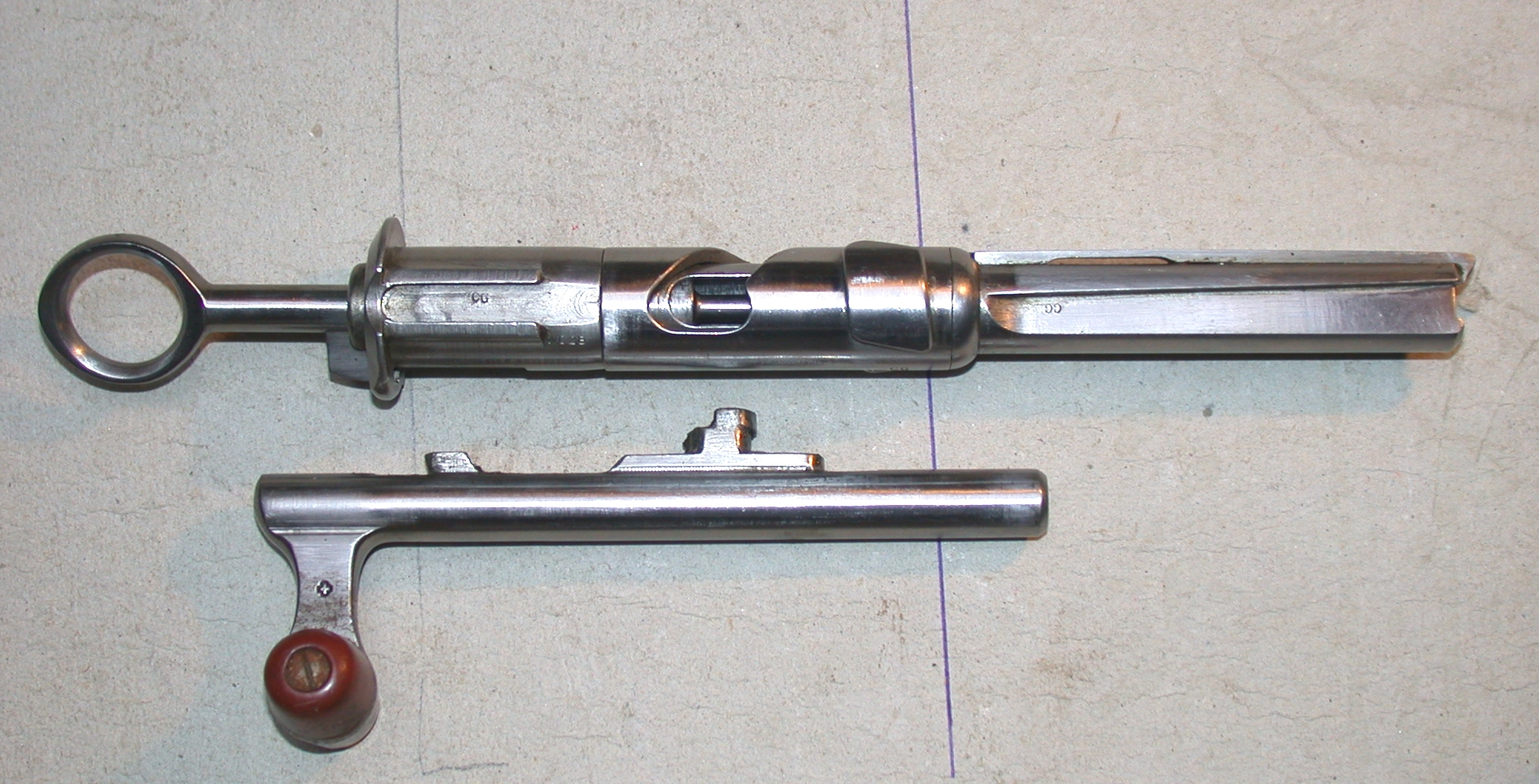
Cerrojo parcialmente desmontado del fusil y la carabina Modelo 1911.

El Modelo 1911, una versión mejorada del Modelo 1889 original, tenía los tetones de acerrojado en el centro del cerrojo en lugar de su parte posterior, reforzándolo y permitiéndolde emplear el cartucho más potente Gewehrpatrone 11 o GP11. Se distingue del Modelo 1896/11 por una cantonera curvada y una culata con una empuñadura semipistolete integrada. Emplea un alza tangencial graduada desde 300 metros. Los fusiles Modelo 1911 y Modelo 1896/11 se caracterizan por una excepcional precisión y fueron hechos con una excelente mano de obra. El hecho que Suiza se mantuvo neutral en ambas guerras mundiales aseguró que estuviesen, por lo general, en condiciones mucho mejores que los fusiles del mismo periodo de otras naciones europeas.

### Carabina Modelo 1911 ("K11")
- Longitud del cañón - 593,34 mm (23,3 pulgadas): con estriado concéntrico de 4 estrías dextrógiras
- Longitud - 1107,44 mm (43,6 pulgadas)
- Peso - 4 kg (8,85 libras), descargada
- Sistema de disparo - Cerrojo lineal Schmidt-Rubin
- Munición - 7,5 x 55 Suizo (GP11)
- Calibre - 7,5 mm
- Cargador - extraíble recto, de 6 cartuchos
- Mecanismos de puntería - Alza tangencial graduada hasta 1500 m
- Cantidad producida: 185.150
- Bayoneta: Modelo 1892 de pincho, Modelo 1899, Modelo 1918, Modelo 1906 de Ingeniero (lomo serrado) y Modelo 1914 de Ingeniero (lomo serrado)

Producida al mismo tiempo que el fusil Modelo 1911, la carabina Modelo 1911 reemplazó al Fusil Corto y la Carabina de Caballería. Aunque la producción del fusil Modelo 1911 cesó en 1919, la producción de la carabina continuó hasta 1933 con unas 184.000 unidades producidas.

### Fusiles de francotirador ZfK31/42 y 31/43
- Longitud del cañón - 651,51,34 mm (25,65 pulgadas): con estriado concéntrico de 4 estrías dextrógiras
- Longitud - 1110 mm (43,7 pulgadas)
- Peso - 4,26 kg (9,41 libras), descargado
- Sistema de disparo - Cerrojo lineal Schmidt-Rubin
- Munición - 7,5 x 55 Suizo (GP11)
- Calibre - 7,5 mm
- Cargador - extraíble recto, de 6 cartuchos
- Mecanismos de puntería - Mira telescópica de 1,8x9 aumentos (Modelo 31/42) y de 2,8x12 aumentos (Modelo 31/43), más dos alzas tangenciales: una sobre la mira telescópica, graduada hasta 700 m; la otra sobre el cañón, graduada hasta 1.500 m
- Cantidad producida: 2.241
- Bayoneta: Modelo 1899/18, Modelo 1918, Modelo 1918/55 y Modelo 1914 de Ingeniero (lomo serrado)

El Ejército suizo empezó a experimentar con fusiles equipados con miras telescópicas en 1918. Sin embargo, no fue hasta 1940 que encontró una mira telescópica adecuada. Se prefería la mira telescópica Kern con montaje bajo, debido a que ayudaba a mantener baja la cabeza del tirador y limitaba su exposición al fuego enemigo. La mira telescópica iba montada en el lado izquierdo del cajón de mecanismos de una carabina K31 ligeramente modificada. Además de la mira óptica, encima de esta iba montada un alza para disparos a corto alcance (700 m). El fusil de francotirador K31/42 iba equipado con una mira telescópica de 1,8x9 aumentos, mientras que el 31/43 iba equipado con una mira telescópica mejorada de 2,8x12 aumentos. Ambas miras telescópicas tenían un innovador montaje periscópico, que permitía girar la mira hacia un lado cuando no era empleada. Sin embargo, ninguna mira telescópica demostró tener los aumentos y el campo de visión necesarios para ser útil, cesando su producción al poco tiempo de iniciarse.

### Fusil de francotirador ZfK55

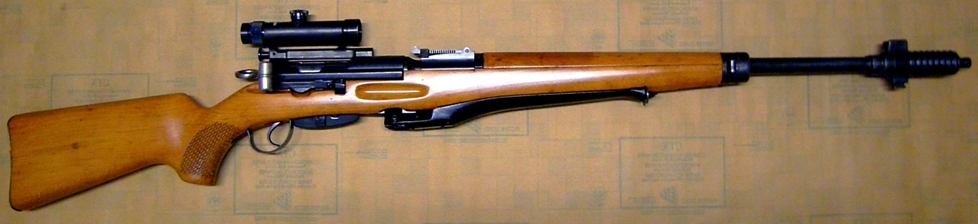
Un ZfK55.

- Longitud del cañón - 651,51,34 mm (25,65 pulgadas): con estriado concéntrico de 4 estrías dextrógiras
- Longitud - 1207,77 mm (47,55 pulgadas)
- Peso - 6,12 kg (13,5 libras), descargado y con la mira telescópica montada
- Sistema de disparo - Cerrojo lineal Schmidt-Rubin
- Munición - 7,5 x 55 Suizo (GP11)
- Calibre - 7,5 mm
- Cargador - extraíble recto, de 6 cartuchos
- Mecanismos de puntería - Mira telescópica y alza tangencial graduada hasta 1.500 m
- Cantidad producida: 4.150
- Bayoneta: Modelo 1899/18, Modelo 1918, Modelo 1918/55 y Modelo 1914 de Ingeniero (lomo serrado)

Mientras que el ZfK55 tiene varias similitudes con la carabina K31, las dos armas solamente tienen cuatro piezas en común (el anillo de amartillado, el percutor, el muelle del percutor y el extractor). El ZfK55 está equipado con una mira telescópica Kern de 3,5x22 aumentos que va montada en el lado izquierdo del cajón de mecanismos, siendo sus soportes parte integral de este. Su cerrojo y cajón de mecanismos están inclinados en un ángulo que permite eyectar los casquillos sin interferir con la mira telescópica. El cañón del ZfK55 es más pesado que el de la carabina K31 y tiene un gran freno de boca/apagallamas. El ZfK55 también tiene una semiculata con pistolete y un bípode.